# Päwesin
Päwesin ist eine Gemeinde im Landkreis Potsdam-Mittelmark in Brandenburg. Die Gemeinde gehört dem Amt Beetzsee mit Sitz in der Gemeinde Beetzsee an.

## Geografie
Päwesin liegt im Westen des Landes Brandenburg und im Norden des Landkreises Potsdam-Mittelmark. Nördlich grenzt es an die zum Landkreis Havelland gehörende Gemeinde Märkisch Luch. Ebenfalls zum Landkreis Havelland gehören die nordöstlich gelegene Stadt Nauen und ihre angrenzenden Ortsteile und Ketzin im Osten. Südlich grenzt die Gemeinde Roskow und westlich Beetzseeheide an. Beide gehören wie Päwesin zum Landkreis Potsdam-Mittelmark und zum Amt Beetzsee. Das Gemeindegebiet Päwesins wird durch die in der Beetzseerinne liegenden Seen Beetzsee und Riewendsee, die vollständig zur kreisfreien Stadt Brandenburg an der Havel gehören, zweigeteilt. Der beide Seen verbindende sogenannte Strang gehört zur Gemeinde Päwesin und ist der Großlandschaft Havelland zuzurechnen.

## Gemeindegliederung
Zur Gemeinde gehören die Gemeindeteile Bagow, Bollmannsruh, Päwesin und Riewend. Darüber hinaus gehören die Wohnplätze Marienhof und Vogelgesang dazu. Auf der Gemarkung findet sich zudem die Wüstung Zauchdam.

## Geschichte

### Frühe Geschichte
Die erste bekannte Nennung eines Ortes Pusyn (Posyn) stammt aus dem Jahr 1197. Die Nennung eines „Marsilius sacerdos de Pusyn“ (Marsilius, Priester von Pusyn) steht im Zusammenhang mit der Bezeugung der Schenkung im Jahr 1197 vom Ketzin und Knoblauch durch Otto II. an das Domkapitel zu Brandenburg. Die örtliche Zuordnung des Priesters Marsilius nach Pessin bzw. nach Päwesin ist strittig.
1270 wurde der Ort als Posyn erwähnt, es wurde des dortigen Pfarrers gedacht, 1440 Posyn, um 1500 Paesin, 1550 Possin, 1608 Pewesin, 1745 Pagesin und 1805 als Päwesin. 1409 wurde Päwesin durch den Markgrafen Jobst an die Neustadt Brandenburg verkauft.

### 20. Jahrhundert
Zu DDR-Zeiten betrieb der DDR-Fernsehfunk in Riewend ein Betriebsferienlager für die Kinder seiner Beschäftigten. Am 24. August 1965 kam es auf dem Riewendsee zu einem tragischen Unfall. An einem warmen Sommertag fuhr ein Schwimmpanzer der Nationalen Volksarmee auf dem See, während Kinder des Ferienlagers am Strand badeten. Spontan wurden mehrere Kinder zur Mitfahrt eingeladen. Bei der vierten Runde sank der Schwimmpanzer PT-76, mit 35 Kindern und Betreuern besetzt, plötzlich mitten auf dem See. Sieben der Kinder verunglückten dabei tödlich.

### Verwaltungsgeschichte
Päwesin gehörte seit 1817 zum Kreis Westhavelland in der preußischen Provinz Brandenburg und ab 1952 zum Kreis Brandenburg-Land im DDR-Bezirk Potsdam. Seit 1993 liegt die Gemeinde im brandenburgischen Landkreis Potsdam-Mittelmark.
Am 1. Juli 1950 wurde die bis dahin eigenständige Gemeinde Bagow eingegliedert. Die Eingemeindung von Riewend erfolgte am 1. April 1962.

## Bevölkerungsentwicklung
| Jahr | Einwohner |
| ---- | --------- |
| 1875 | 314       |
| 1890 | 610       |
| 1910 | 622       |
| 1925 | 529       |
| 1933 | 508       |
| 1939 | 528       |

| Jahr | Einwohner |
| ---- | --------- |
| 1946 | 0 736     |
| 1950 | 1 183     |
| 1964 | 0 839     |
| 1971 | 0 809     |
| 1981 | 0 696     |
| 1985 | 0 688     |

| Jahr | Einwohner |
| ---- | --------- |
| 1990 | 667       |
| 1995 | 620       |
| 2000 | 585       |
| 2005 | 570       |
| 2010 | 562       |
| 2015 | 531       |

| Jahr | Einwohner |
| ---- | --------- |
| 2020 | 497       |
| 2021 | 505       |
| 2022 | 515       |
| 2023 | 521       |
| 2024 | 509       |

Gebietsstand des jeweiligen Jahres, Einwohnerzahl: Stand 31. Dezember (ab 1991), ab 2011 auf Basis des Zensus 2011

## Politik

### Gemeindevertretung
Die Gemeindevertretung von Päwesin besteht aus acht Gemeindevertretern und dem ehrenamtlichen Bürgermeister. Die Kommunalwahl am 26. Mai 2019 führte zu folgendem Ergebnis:
| Partei / Wählergruppe           | Stimmenanteil | Sitze |
| ------------------------------- | ------------- | ----- |
| Unabhängige Wählerliste Päwesin | 50,4 %        | 5     |
| Einzelbewerber Marco Biele      | 11,2 %        | 1     |
| Einzelbewerber Ingo Ahrens      | 09,9 %        | 1     |
| CDU                             | 09,7 %        | 1     |
| Bündnis 90/Die Grünen           | 06,4 %        | –     |
| Einzelbewerberin Christin Diehr | 06,2 %        | –     |
| Einzelbewerber Reinhard Tuch    | 06,2 %        | –     |

### Bürgermeister
- 1998–2003: Joachim Pelz[19]
- 2003–2008: Christine Kühne[20]
- 2008–2021: Hubertus Kühne (Unabhängige Wählerliste Päwesin)[21]
- seit 2021: Ingo Ahrens

Kühne wurde in der Bürgermeisterwahl am 26. Mai 2019 mit 72,5 % der gültigen Stimmen für eine weitere Amtszeit von fünf Jahren gewählt. Er trat Ende August 2021 von seinem Amt zurück.
Die Gemeindevertretung wählte im Oktober 2021 Ingo Ahrens zu seinem Nachfolger.
Ahrens wurde bei der Bürgermeisterwahl am 9. Juni 2024 ohne Gegenkandidat mit 89,2 % der gültigen Stimmen für eine weitere Amtszeit von fünf Jahren zum ehrenamtlichen Bürgermeister gewählt.

## Sehenswürdigkeiten
Die Dorfkirche Päwesin ist eine einschiffige Saalkirche. Sie wurde in den Jahren 1727 bis 1728 im Stil des Barock erbaut. Im Inneren befindet sich ein hölzerner Kanzelaltar. Ihm gegenüber gibt es eine hölzerne Hufeisenempore. An den Seitenwänden hängen die Ölgemälde Opferung Isaaks und Opfertod Jesu, ein Fenster zeigt die Glasmalerei Die Heimkehr des verlorenen Sohnes. Die Orgel von Johann Tobias Turley stammt aus dem Jahr 1813.
Das Gutshaus Bagow, welches auch Festes Haus Bagow genannt wird, befindet sich im Ortsteil Bagow am Ufer des Beetzsees. Es ist ein schlossähnlicher Herrensitz, welcher im Stil der Renaissance erbaut und um einen barocken Anbau erweitert wurde. Er gehörte seit dem 18. Jahrhundert der Familie von Ribbeck. Das alte Herrenhaus besitzt zwei Stockwerke, und das Mauerwerk besteht großteils aus Ziegelsteinen. Stellenweise wurden auch Feldsteine vermauert. Im unteren Geschoss befinden sich in zwei Zimmern alte Sterngewölbedecken.
Die Dorfkirche Bagow ist eine kleine Kirche im Jugendstil 1907 errichtet, nachdem der Vorgängerbau ein Jahr zuvor abgebrannt war. Die Ausstattung der Kirche ist reich und stammt teilweise aus dem Barock.
Im Ortsteil Riewend sind Reste des slawischen Burgwalls Riewend als Burgstall erhalten geblieben. Er ist heute als Bodendenkmal ausgewiesen.
Seit 2003 besteht ein buddhistisches Kloster in Päwesin.
In der Liste der Baudenkmale in Päwesin und in der Liste der Bodendenkmale in Päwesin stehen die in der Denkmalliste des Landes Brandenburg eingetragenen Kulturdenkmale.

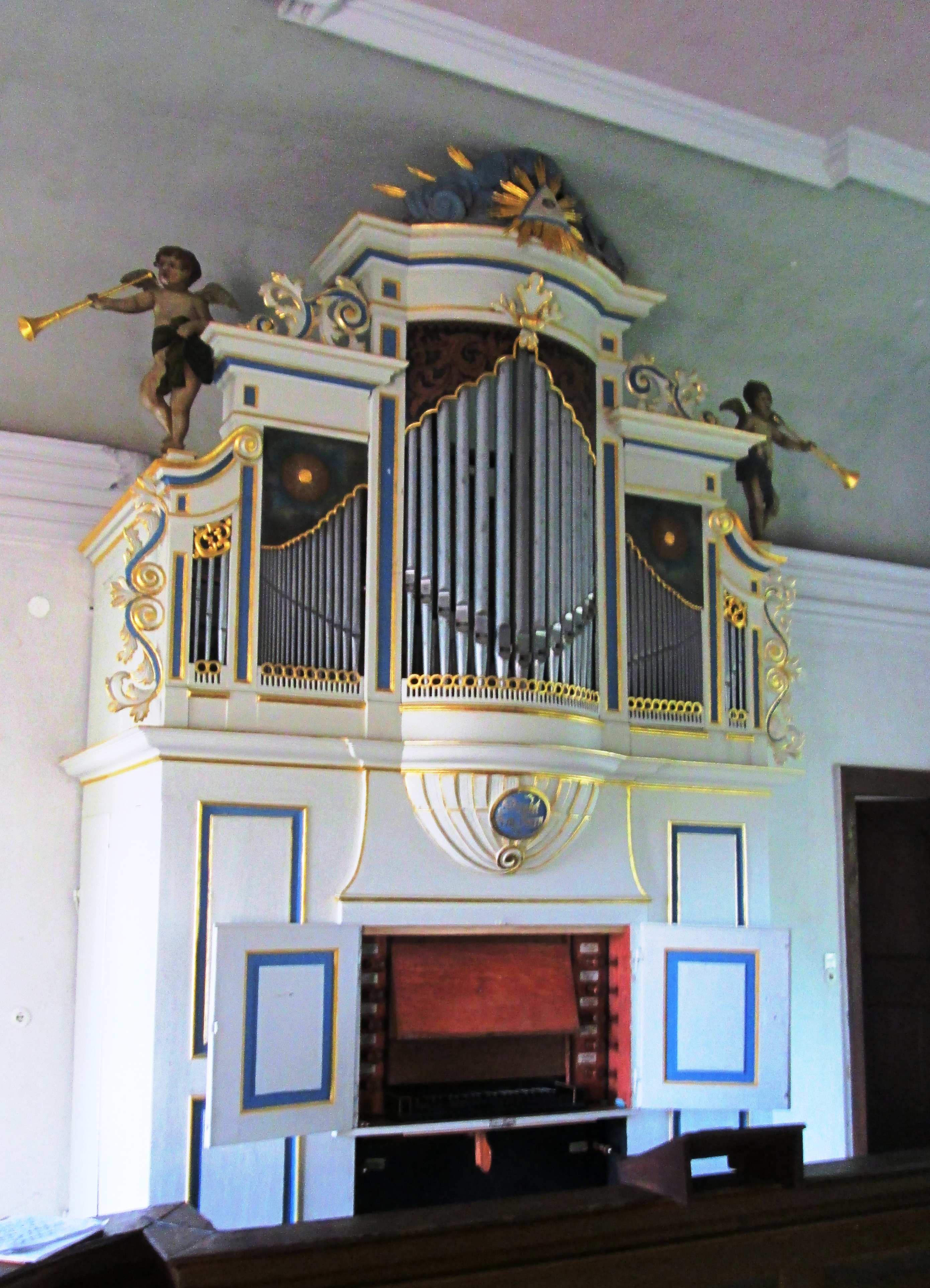
Turley-Orgel Dorfkirche Päwesin
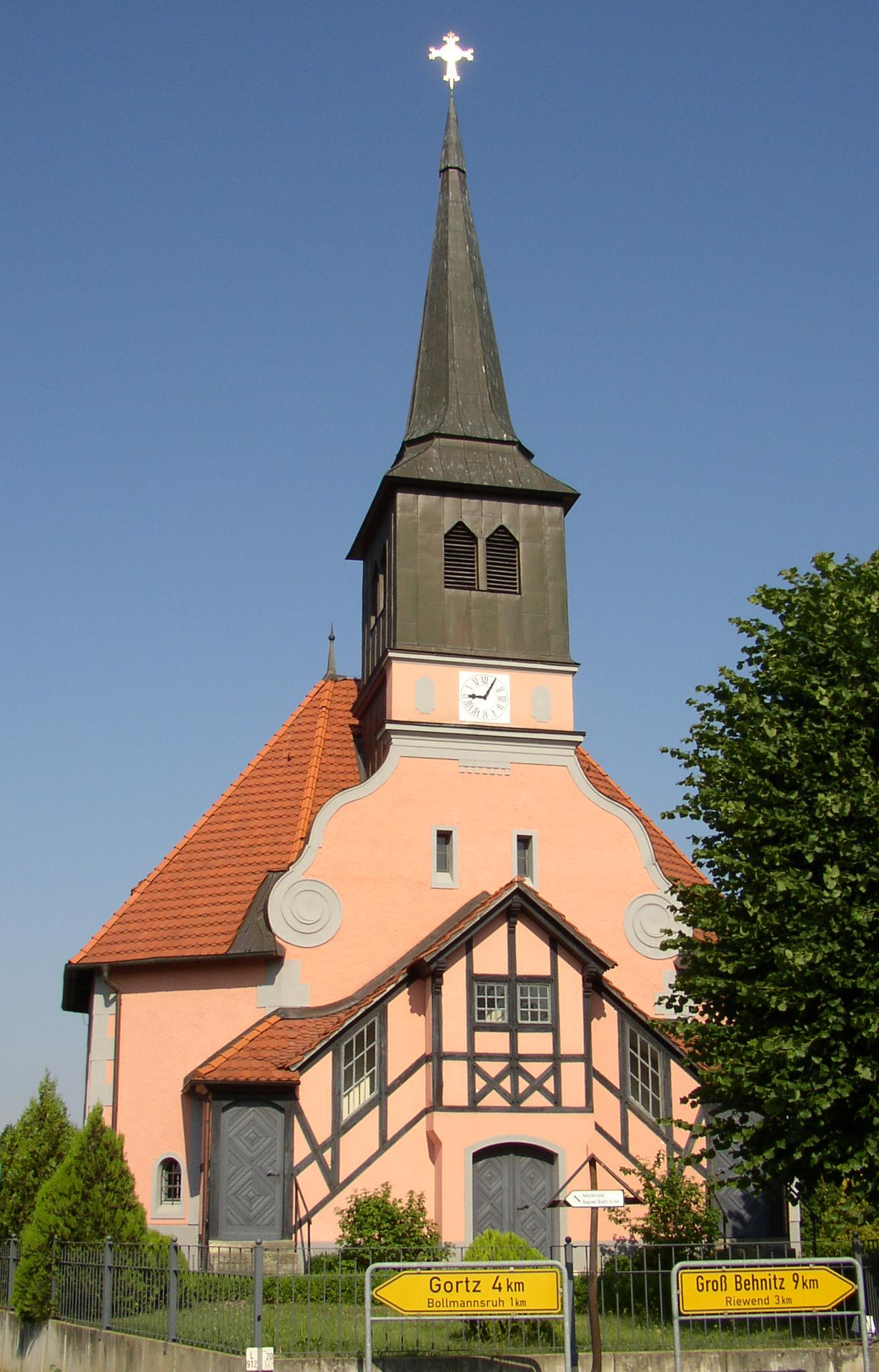
Jugendstilkirche Bagow
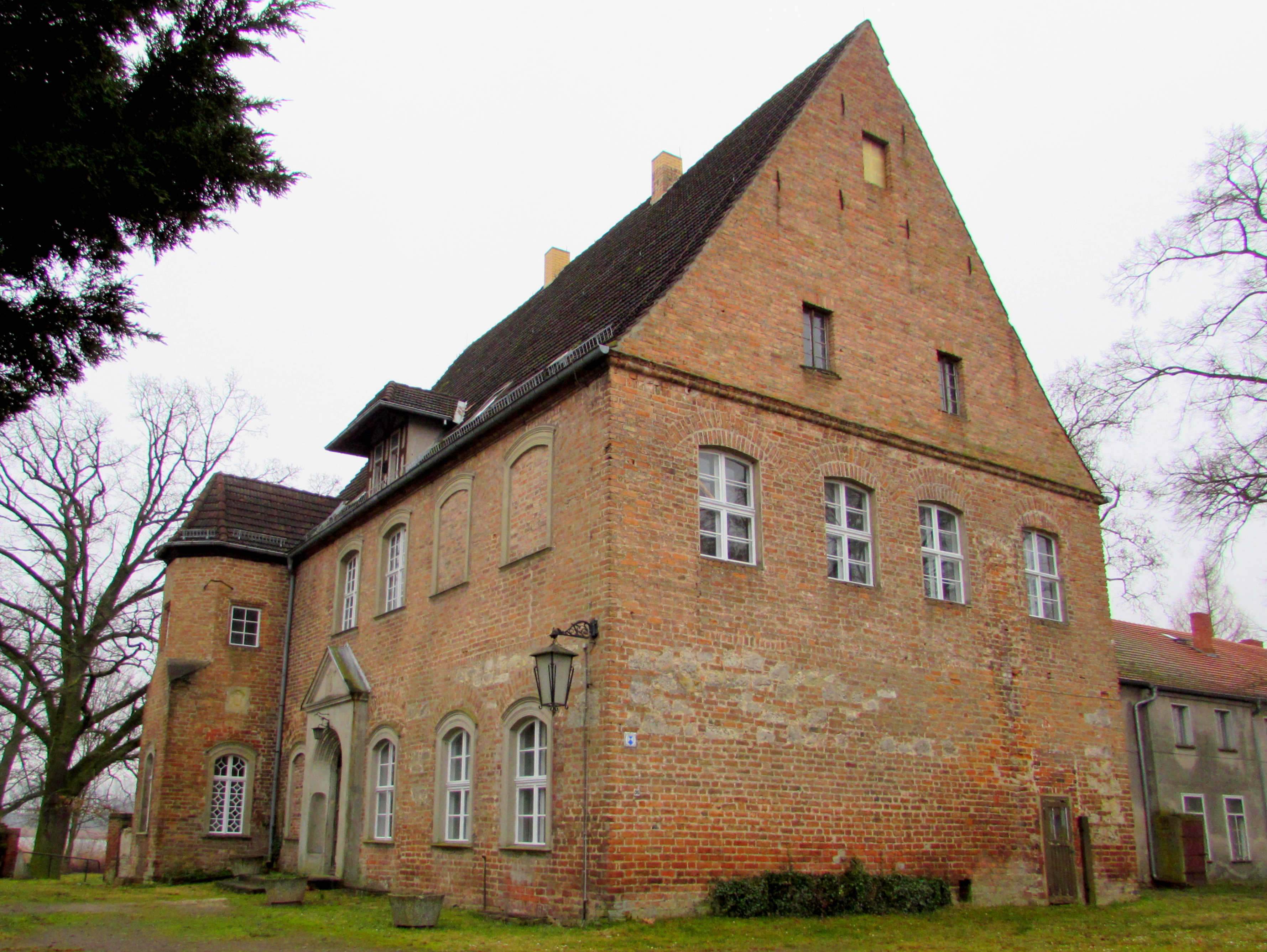
Gutshaus Bagow
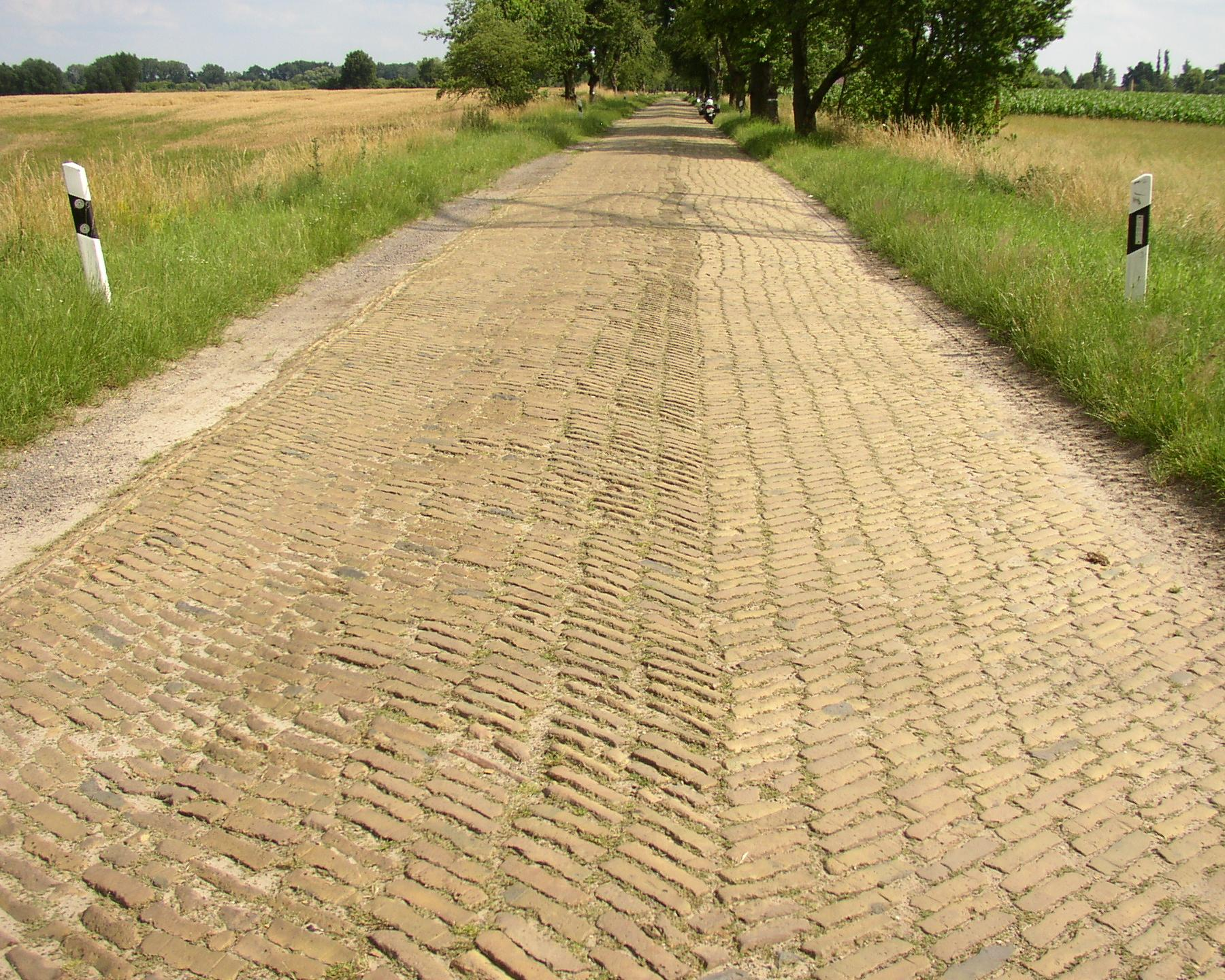
Ziegelstraße zwischen Klein Behnitz und Riewend

## Verkehr
Päwesin liegt an der Landesstraße L 91 zwischen Brandenburg an der Havel und Nauen.
Der Haltepunkt Päwesin lag an der Bahnstrecke Röthehof–Brandenburg Krakauer Tor, die 1966 stillgelegt wurde.

## Persönlichkeiten
- Bernhard Kühns (1682–1729/30), Pädagoge und Theologe, Pfarrer von Päwesin
- Theodor Spieker (1823–1913), Mathematiklehrer, in Päwesin geboren
- Hans Georg Karl Anton von Ribbeck (1880–1945), Gutsbesitzer, NS-Opfer
- Wilhelm Fraenger (1890–1964), Kunsthistoriker, 1945–1946 Bürgermeister von Päwesin
- Vera Ziegler (1914–1996), Schauspielerin, in Päwesin geboren
- Birgit Fischer (* 1962), Kanutin, lebt in Bollmannsruh